# 백세봉
백세봉(白世峰)은 조선민주주의인민공화국의 정치인이다. 2003년 국방위원에 선출된 이래 지금까지 얼굴이 한 번도 공개되지 않았지만, 2009년 4월 9일 최고인민회의 12기 국방위원에 선출되어 내각 기관지 민주조선을 통해 얼굴이 처음 공개되었다. 한동안 얼굴이 공개되지 않아서 김정일의 아들 김정철이라는 설이 퍼졌지만 사실무근으로 밝혀졌다.

## 같이 보기
- 조선민주주의인민공화국의 정치